# Muscolo estensore breve dell'alluce
Nell'anatomia umana il muscolo estensore breve dell'alluce, è un muscolo del lato dorsale del piede che aiuta ad estendere l'alluce. Il muscolo estensore breve dell'alluce origina dal calcagno e forma un tendine che si inserisce superiormente alla base della falange prossimale dell'alluce.